# Lijst van Eerste Kamerleden 1877-1880
Lijst van Eerste Kamerleden 1877-1880 geeft een overzicht van de leden van de Nederlandse Eerste Kamer in de periode tussen de verkiezingen van 1877 en de verkiezingen van 1880. De zittingsperiode van de Eerste Kamer ging in op 18 september 1877 en eindigde op 19 september 1880.
De Eerste Kamer telde 39 leden, gekozen door de leden van Provinciale Staten in de elf provincies. Eerste Kamerleden werden gekozen voor een termijn van negen jaar; om de drie jaar werd een derde deel van de Eerste Kamer vernieuwd.
| Naam                                  | groepering          | provincie     | begindatum        | einddatum         | refs   |
| ------------------------------------- | ------------------- | ------------- | ----------------- | ----------------- | ------ |
| Dirk van Akerlaken                    | gematigde liberalen | Noord-Holland | 19-09-1871 [ d ]  | 19 september 1880 | [ 1 ]  |
| Hans van Aylva van Pallandt           | conservatieven      | Gelderland    | 19-09-1871 [ d ]  | 19 september 1880 | [ 2 ]  |
| Louis Beerenbroek                     | gematigde liberalen | Limburg       | 21-09-1874 [ e ]  | 16-09-1883 [ f ]  | [ 3 ]  |
| Albert Blijdenstein                   | liberalen           | Overijssel    | 17 september 1878 | 19 september 1880 | [ 4 ]  |
| Adolph Blussé                         | liberalen           | Zuid-Holland  | 18 september 1877 | 11-10-1884 [ h ]  | [ 5 ]  |
| Willem Borsius                        | liberalen           | Zeeland       | 19-09-1871 [ d ]  | 19 september 1880 | [ 6 ]  |
| Ernst Büchner                         | liberalen           | Noord-Holland | 18 september 1877 | 11-10-1884 [ h ]  | [ 7 ]  |
| Hendrik Carsten                       | gematigde liberalen | Drenthe       | 21-09-1874 [ e ]  | 16-09-1883 [ f ]  | [ 8 ]  |
| Hendrikus Coenen                      | liberalen           | Gelderland    | 18 september 1877 | 11-10-1884 [ h ]  | [ 9 ]  |
| Coos Cremers                          | liberalen           | Groningen     | 16 september 1879 | 19 september 1880 | [ 10 ] |
| Gerard Dumbar                         | liberalen           | Overijssel    | 19-09-1871 [ d ]  | 1 augustus 1878   | [ 11 ] |
| Albertus Duymaer van Twist            | gematigde liberalen | Zuid-Holland  | 21-09-1874 [ e ]  | 16-09-1883 [ f ]  | [ 12 ] |
| Frans van Eysinga                     | liberalen           | Friesland     | 18 september 1877 | 11-10-1884 [ h ]  | [ 13 ] |
| Cornelis Geertsema                    | liberalen           | Groningen     | 19-09-1871 [ d ]  | 6 juni 1879       | [ 14 ] |
| Johan Hein                            | liberalen           | Zuid-Holland  | 19-09-1871 [ d ]  | 19 september 1880 | [ 15 ] |
| Johannes Hengst                       | katholieken         | Noord-Brabant | 21-09-1874 [ e ]  | 16-09-1883 [ f ]  | [ 16 ] |
| Joan Huydecoper van Maarsseveen       | gematigde liberalen | Utrecht       | 18 september 1877 | 11-10-1884 [ h ]  | [ 17 ] |
| Louis van Limburg Stirum              | liberalen           | Gelderland    | 13 april 1880     | 11-10-1884 [ h ]  | [ 18 ] |
| Evert du Marchie van Voorthuysen      | conservatieven      | Utrecht       | 21-09-1874 [ e ]  | 16-09-1883 [ f ]  | [ 19 ] |
| Frederik Merkes van Gendt             | liberalen           | Zuid-Holland  | 16 september 1879 | 16-09-1883 [ f ]  | [ 20 ] |
| Franciscus Michiels van Kessenich     | katholieken         | Limburg       | 18 september 1877 | 11-10-1884 [ h ]  | [ 21 ] |
| Albertus van Naamen van Eemnes        | liberalen           | Overijssel    | 20 mei 1880       | 16-09-1883 [ f ]  | [ 22 ] |
| Carel Nobel                           | liberalen           | Gelderland    | 19-09-1871 [ d ]  | 19 september 1880 | [ 23 ] |
| Carolus Pické                         | liberalen           | Zeeland       | 18 september 1877 | 11-10-1884 [ h ]  | [ 24 ] |
| Lodewijk Pincoffs                     | liberalen           | Zuid-Holland  | 21-09-1874 [ e ]  | 20 mei 1879       | [ 25 ] |
| Adrianus Prins                        | liberalen           | Noord-Holland | 21-09-1874 [ e ]  | 8 juni 1880       | [ 26 ] |
| Gerrit de Raadt                       | gematigde liberalen | Zuid-Holland  | 19-09-1871 [ d ]  | 19 september 1880 | [ 27 ] |
| Cornelis van Rhemen van Rhemershuizen | gematigde liberalen | Gelderland    | 18 september 1877 | 11 februari 1880  | [ 28 ] |
| Carolus van Rijckevorsel              | gematigde liberalen | Noord-Brabant | 19-09-1871 [ d ]  | 19 september 1880 | [ 29 ] |
| Louis van Sasse van Ysselt            | katholieken         | Noord-Brabant | 21-09-1874 [ e ]  | 16-09-1883 [ f ]  | [ 30 ] |
| Gijsbertus Schot                      | liberalen           | Friesland     | 21-09-1874 [ e ]  | 16-09-1883 [ f ]  | [ 31 ] |
| Willem de Sitter                      | liberalen           | Groningen     | 18 september 1877 | 11-10-1884 [ h ]  | [ 32 ] |
| Hendrik Smit                          | gematigde liberalen | Noord-Holland | 21-09-1874 [ e ]  | 16-09-1883 [ f ]  | [ 33 ] |
| Petrus Smitz                          | katholieken         | Noord-Brabant | 18 september 1877 | 11-10-1884 [ h ]  | [ 34 ] |
| Charles Stork                         | liberalen           | Overijssel    | 18 september 1877 | 11-10-1884 [ h ]  | [ 35 ] |
| Gerard van Swinderen                  | liberalen           | Friesland     | 19-09-1871 [ d ]  | 21 juni 1879      | [ 36 ] |
| Jan van Swinderen                     | liberalen           | Friesland     | 16 september 1879 | 19 september 1880 | [ 37 ] |
| Adriaan Teding van Berkhout           | liberalen           | Noord-Holland | 18 september 1877 | 11-10-1884 [ h ]  | [ 38 ] |
| Cornelis den Tex                      | liberalen           | Noord-Holland | 19-09-1871 [ d ]  | 19 september 1880 | [ 39 ] |
| Jacobus Thooft                        | liberalen           | Gelderland    | 21-09-1874 [ e ]  | 16-09-1883 [ f ]  | [ 40 ] |
| Gijsbert van Tienhoven                | liberalen           | Noord-Holland | 28 juli 1880      | 16-09-1883 [ f ]  | [ 41 ] |
| Louis de Villers de Pité              | katholieken         | Limburg       | 19-09-1871 [ d ]  | 19 september 1880 | [ 42 ] |
| Theodorus Viruly                      | liberalen           | Zuid-Holland  | 18 september 1877 | 11-10-1884 [ h ]  | [ 43 ] |
| Joost van Vollenhoven                 | liberalen           | Zuid-Holland  | 21-09-1874 [ e ]  | 16-09-1883 [ f ]  | [ 44 ] |
| Antonius Vos de Wael                  | katholieken         | Noord-Brabant | 19-09-1871 [ d ]  | 19 september 1880 | [ 45 ] |
| Jan de Vos van Steenwijk              | gematigde liberalen | Overijssel    | 21-09-1874 [ e ]  | 1 mei 1880        | [ 46 ] |